# 韩建华
韩建华（1965年7月—），男，撒拉族，青海循化人，中华人民共和国政治人物。研究生学历，工学硕士学位，高级工程师。現任第十四屆全國政協常委、副秘書長。

## 生平
1985年5月参加工作。1991年10月加入中国共产党。曾任青海省路桥集团公司副总经理兼三公司经理、党委书记，青海省高等级公路筹建处副主任、管理局副局长、局长、党委副书记等职务。2003年4月，任青海省交通厅副厅长、党委委员兼省公路局局长。2006年9月，任中共西宁市委常委、西宁市人民政府副市长。
2012年11月，任青海省交通厅党委书记、副厅长。2013年2月，任青海省交通厅党委书记、厅长。2014年5月，任青海省交通运输厅党委书记、厅长（2015年7月卸任）。
2015年5月，任青海省人民政府副省长。2019年3月，任第十三届全国政协副秘书长。